# Marcellus (Usurpator)
Marcellus war ein weströmischer Usurpator (Gegenkaiser), der sich vermutlich 457 in Gallien gegen Kaiser Majorian erhob.
Der einzige vage Hinweis findet sich bei Sidonius Apollinaris, der eine „Marcellianische Verschwörung zur Erlangung des Diadems“ (de capessendo diademate coniuratio Marcelliana) erwähnt. In die Verschwörung war eine Person mit dem Namen Marcellus verwickelt, der sich zu dieser Zeit mehrfach in Gallien nachweisen lässt. Die Textstelle wurde zwar verschiedentlich mit Marcellinus in Zusammenhang gebracht, wogegen aber der originale Wortlaut ebenso spricht wie der historische Kontext. Nach Mathisen handelt es sich um den Prätorianerpräfekten Galliens (praefectus praetorio Galliarum) der Jahre 441–443.
Die Rebellion des Marcellus muss sich entweder während der Thronvakanz nach dem Sturz des Avitus im Oktober 456 oder im ersten Regierungsjahr Majorians ereignet haben, der am 1. April 457 zum Kaiser erhoben wurde. Möglicherweise ging der Usurpation zunächst der Versuch voraus, dem von Ricimer und Majorian abgesetzten Gallorömer Avitus zur Rückkehr auf den Thron zu verhelfen. Als Avitus im Januar 457 starb, strebte Marcellus wohl selbst die Kaiserwürde an, scheiterte aber.